# Partages
Pour les articles homonymes, voir Partage.
Partages est un roman de Gwenaëlle Aubry paru le 30 août 2012 au Mercure de France.

## Historique du roman
Ce roman de Gwenaëlle Aubry a été présélectionné dans la première liste de 12 romans en lice pour le prix Goncourt 2012 (mais non retenue dans la sélection suivante) ainsi que dans la liste finale des trois romans pour le Grand prix du roman de l'Académie française.

## Résumé
En 2002 à Jérusalem, deux adolescentes de 17 ans, Sarah, juive d'origine polonaise ayant quitté, avec sa mère, New York après les attentats du 11 septembre 2001, et Leïla, une palestinienne ayant fui un camp de réfugiés de Cisjordanie, sont séparées par un mur qui divise la ville. Chacune vit avec le poids du passé de leurs histoires familiales respectives.

## Réception critique
Le roman, qualifié de « fable philosophique » par Kathleen Evin dans son émission L'Humeur vagabonde sur France Inter, est jugé dans L'Humanité « précis et documenté, très ancré dans la réalité contemporaine, ses fondements historiques et les discours qui en émanent » dont le plus notable est la capacité de l'auteur « de se couler dans l’expérience sensible des deux personnages qu’elle construit ».

## Éditions
- Mercure de France, 2012  (ISBN 978-2715233072).